# برگدورف (کوارتر)
برگدورف (به آلمانی: Hamburg-Bergedorf) یک منطقهٔ مسکونی در آلمان است که در برگدورف واقع شده‌است. برگدورف ۴۱٬۰۱۹ نفر جمعیت دارد.